# Лудаш Матьи
Лудаш Матьи (Лудаш Мати, венг. Lúdas Matyi, букв. гусопас Матьи, иногда название записывается Ludas Matyi и тогда букв. виноватый Мати) — персонаж одноимённой венгерской народной сказки, подчёркивающей ум и находчивость бедняков и высмеивающей жестокость венгерских феодалов по отношению к своим крестьянам. Лудаш Матьи стал первым народным героем венгерской литературы, победившим своего господина. История также показывает отношения между дворянством и народом и подчеркивает проблемы венгерского общества в конце XVIII века. Таким образом, можно сказать, что история Мати — своеобразное зеркало венгерского общества того времени.

## Сюжет
Вначале Мати, крестьянский мальчик, пытается продать своих гусей на рынке. Местный богач — граф Даниэль Дёбрёги заявляет, что гуси принадлежат ему. Граф приказывает своим слугам наказать Матьи пятьюдесятью ударами плетью по спине. Матьи даёт клятву отомстить — что он трижды возместит это наказание графу.
Три года спустя граф Дёбрёги начинает строить для себя замок. Строительство идёт очень медленно из-за отсутствия плотников. Матьи узнает об этом, одевается как итальянский архитектор и появляется на стройке. Он заманивает графа и его слуг в ближайший лес, якобы отобрать деревья для постройки. Он приказывает всем слугам и охранникам таскать брёвна, а сам привязывает Дёбрёги к дереву веревкой и избивает его в первый раз.
После экзекуции Дёбрёги лечится в своем новом причудливом замке. Он приказывает найти ему хорошего доктора, потому что его раны не заживают. Матьи узнает об этом и переодевается немецким медиком. Его проводят к графу, он отправляет всех слуг замка на ближайшее поле собирать нужные ему особые «лечебные» травы. Конечно, ничего этого ему не нужно, он пользуется глупостью слуг и их хозяина. Пока все отсутствуют, Матьи второй раз мстит Дёбрёги. После этого он выпускает деревенских гусей, которые раньше были заточены графом.
В зимний рыночный день Дёбрёги приказывает своим слугам искать подозрительных людей на всём рынке. Никого не находят, потому что Матьи теперь не маскируется. Он договаривается с местным мальчиком-наездником. Все солдаты, думая, что гонятся за настоящим Матьи, пускаются в погоню за юным наездником. Но они ошибаются, потому что Матьи остается на месте и граф Дёбрёги теперь публично получает свою последнюю треть наказания.
После этого Матьи переселяется в другую местность, где месть Дёбрёги его не настигнет, и заводит семью.

## История
Точное происхождение сказки про Лудаша не известно. История о нём была написана Соймом Адамом (1766—1828) в 1804 году и впервые опубликована в 1817 году. Большинство относят историю, бывшую источником его сочинения, к началу XIX века, однако, основываясь на намеках в произведении, а также на слове «ludas», которое также используется в Трипартитум (составленном в начале XVI века) для названия подозреваемого в преступлении, оригинальная история может быть отнесена, по крайней мере, к началу XVI столетия.

## В культуре
- В честь Мати были названы два юмористических журнала, издававшихся соответственно в Австро-Венгрии (1867—1872) и ВНР (1945—1992 гг).
- Сказка про Мати экранизировалась множество раз, преимущественно при коммунистическом режиме, так как важно было подчеркнуть превосходство работников, простых людей над эксплуататорскими классами. Самыми известными являются полнометражный художественный фильм 1949 года (вышел в 1950 году) Калмана Надашди и Ласло Раноди[2]; и полнометражный мультфильм 1977 года Аттилы Даргая, демонстрировавшийся в том числе и в СССР[3].